# Sierra Leona en los Juegos Olímpicos de Tokio 2020
Sierra Leona estuvo representada en los Juegos Olímpicos de Tokio 2020 por cuatro deportistas, dos hombres y dos mujeres, que compitieron en tres deportes.
Los portadores de la bandera en la ceremonia de apertura fueron el yudoca Frederick Harris y la atleta Maggie Barrie. El equipo olímpico sierraleonés no obtuvo ninguna medalla en estos Juegos.